# Ли Тхань-тонг
Ли Тхань-тонг (вьет. Lý Thánh Tông, тьы-ном 李聖宗, кит. Lǐ Shèngzōng, Ли Шэнцзун), запретное имя — Нят Тон (вьет. Nhật Tôn, тьы-ном 日尊, кит. Rìzūn, Жицзунь), 30 марта 1023—1 февраля 1072), третий император (c 1054) вьетнамской династии Поздние Ли.

## Наследный принц
Ли Нят Тон (Тхань Тонг), третий сын Ли Тхай-тонга, родился 19 марта 1023 года. Когда в 1028 году его отец взошёл на престол, он был объявлен наследным принцем. Летопись «Вьет Шы Лыок» так отзывается о Ли Нят Тоне: «Когда вырос, постиг канонические книги, проявил способности к музыке, но самым сильным [его] местом была военная стратегия. Тхай Тонг отправлял его в карательные походы; где бы ни был, везде побеждал».
С ранних лет он участвовал в военных операциях. Также наследный принц приобщался к государственным делам: во время войны с Тямпой в 1044 году, Ли Тхай Тонг оставил Ли Нят Тона наместником.

## Правление

### Девизы правления
В царствование Ли Тхань-тонга использовались следующие девизы правления:
- 1054—1059 — Лонг-тхуи тхай-бинь (вьет. Long Thụy Thái Bình, тьы-ном 龍瑞太平, кит. lóng ruì tài píng, Лун Жуй Тай Пин)
- 1059—1066 — Тьыонг-тхань зя-тхань (вьет. Chương Thánh Gia Khánh, тьы-ном 彰聖嘉慶, кит. zhāng shèng jiā qìng, Чжан Шэн Цзя Цин)
- 1066—1067 — Лонг-тьыонг тхиен-ты (вьет. Long Chương Thiên Tự, тьы-ном 龍彰天嗣, кит. lóng zhāng tiān sì, Лун Чжан Тянь Сы)
- 1068—1068 — Тхиен-хуонг бао-тыонг (вьет. Thiên Huống Bảo Tượng, тьы-ном 天貺寶象, кит. tiān kuàng bǎo xiàng, Тянь Куан Бао Сян)

 1069—1072 — Тхан-ву (вьет. Thần Vũ, тьы-ном 神武, кит. shén wǔ, Шэн У)

### Внутренняя политика
Ли Тхань-тонгу, вступившему на престол в 1054 году в возрасте 31 года, досталось от его деда и отца богатое централизованное государство с сильной армией, активной внешней политикой и возросшим авторитетом в регионе. Его правление можно охарактеризовать как начало золотого века династии Поздние Ли во Вьетнаме. Это ощущение передается в летописи «Вьет шы лыок» большим количеством чудесных знамений, почти ежегодным появлением драконов и необычных животных, пришедшихся на годы правления этого вьетнамского императора.
Для укрепления авторитета государства и правящей династии при Ли Тхань-тонге ведется пышное дорогое строительство, сравнимое с тем, которое вел его дед Ли Тхай То, создавая новую столицу, ремонтируются дворцы Тханглонга, разбиваются парки, создается большое количество культовых сооружений.
Несмотря на благополучный характер правления Ли Тхань Тонгу, также как и своим отцу и деду, пришлось бороться с внутренними выступлениями, в основном в горах. Многими походами против восставших он руководит лично, как например, в 1061, 1064, 1065 годах.

#### Первоначальные мероприятия
Возросшая мощь вьетского государства и понимание значимой роли, которую оно начало играть в регионе, проявилось в изменении в первые же недели правления Ли Тхань Тонга официального названия страны на Дайвьет (вьет. Đại Việt, тьы-ном 大越, кит. Dà yuè, Даюэ) («Великий Вьет»). (Китайская летопись «Сун ши» указывает, что переименование государство в Дайвьет произошло в 1069 году).
Сразу же после восшествия на трон Ли Тхань-тонг провёл ряд мероприятий, стремившихся показать, что новый правитель будет следовать гуманной политике, что соответствовало буддийским воззрениям императора: были сожжены орудия пыток, улучшено положение заключенных, вдвое уменьшен налог за 1055 год.

#### Социально-экономические и административные преобразования
В основном заложены устои государства были при предшественниках Ли Тхань-тонга, система управления была выстроена, новому императору приходилось лишь отчасти корректировать сложившийся механизм.
При Ли Тхань-тонге проводятся реформы в госаппарате: назначаются жалованья для чиновников некоторых рангов (интересно, жалованье давалось как деньгами, так и продуктами, то есть развитие товарно-денежных отношений все ещё было не на высоком уровне), были усложнены формальные стороны чиновничьего служения — изменена униформа. Были приняты определённые меры для усиления личной безопасности государя. По личному указу императора изменили система наказаний в сторону её гуманизации, также определяются выкупы за некоторые наказания.
Большое внимание уделяется экономическим мероприятиям: издаются указы, поощряющие сельскохозяйственные работы, государство обращает большое внимание на добычу золота и серебра, незначительно изменяется налогообложение, проводятся попытки противостоять коррупции. Ведется завершения строительства системы государственных и провинциальных рисохранилищ, из которых, в частности, выдавался рис на содержание войск.

#### Религиозная политика
Как и все императоры династии Поздние Ли, Ли Тхань-тонг покровительствовал буддизму. В частности, он был первым патриархом основанной в 1068 году школы буддизма тхиен — Тхао Дыонга. При нём велось активное создание буддийских культовых сооружений, ставились статуи Будды и архатов, по всей стране строилось множество ступ, среди которых впервые была построена тридцатиярусная пагода в 1057 году. В 1071 году император лично начертал иероглиф «Будда» огромных размеров. При Ли Тхань Тонге сангха продолжала играть роль как в духовной, так и в политической жизни страны.
Наряду с доминировавшим буддизмом важную роль продолжает играть культ предков. Так, после войны с Тямпой 1069 года император оставил победную реляцию в храме предков императора. Как и свои предшественники Ли Тхань Тонг совершает ритуальную пахоту, участвует в водном празднике, носившими сакральный характер.
Летопись «Тоан Тхы» сообщает, что в 1070 году был построен Храм литературы (вьет. Văn Miếu, тьы-ном 文廟, вьетн. Ван мьеу, кит. wén miào, Вэнь мяо), где была воздвигнута статуя Конфуция, куда в частности ездил обучаться наследный принц. Это должно было бы свидетельствовать о широком распространении конфуцианства и покровительству ему со стороны императорского двора. Однако некоторые отечественные исследователи считают, что создание этого конфуцианского культового сооружения относится к более позднему времени. Так, проанализировавший текст летописи «Вьет Шы Лыок» и не встретивший там упоминания о таком значимом событии, как создание этого значимого конфуцианского храма, А. Б. Поляков считает, что авторы «Тоан Тхы», придерживавшиеся конфуцианских взглядов, отнесли это событие к более раннему времени в связи со «стремлением доказать, что Вьетнам с самого своего возрождения, с XI века, был цивилизованным (по конфуцианским понятиям) государством».
В XI веке в Дайвьете также был распространен индуизм: отливались статуи Брахмы (как например, в 1057 году), происходили визиты брахманов во вьетское государство. Культурно-религиозное влияние соседних индуизированных государств (Тямпы и Камбуджадеши) проявлялось в увлечении императорского двора чамской музыкой, даже существовал обычай сати. К сожалению, на данный момент трудно судить насколько сильным было это влияние.

### Внешняя политика

#### Северное направление
Отношения Дайвьета и Сунского Китая во время правления Ли Тхань-тонга были натянутыми. Обе стороны ожидали в скором будущем значительных военных столкновений. В 1056 году китайский чиновник из Юнчжоу по имени Сяо Чжу в одном из своих докладов отмечал, что «хотя Цзяочжи (Дайвьет) и представляет дань двору, на самом деле держит на сердце зло, постоянно шаг за шагом присваивает земли государя» и что он «уже получил о них (о вьетах) необходимые сведения, хорошо осведомлен об их важных стратегических пунктах, если сейчас не захватить, в другой раз будет плачевно для Китая». Однако его слова даже не были доложены китайскому императору Жэнь-цзуну, а сам он был понижен в должности.
В конце 1050-х годов регистрируется ряд пограничных инцидентов. В 1060 году происходит достаточно крупный конфликт. Согласно летописи «Вьет Шы Лыок», войска Дайвьет из округа Лангтяу вторглись в пределы Китая с целью вернуть беглых людей. Во Время этой операции был захвачен один сунский чиновник, а также множество пленных и скот. Жэнь-цзун издал указ об ответном походе, даже начались переговоры с Тямпой о привлечении её в союзники. Однако конфликт был улажен мирными средствами. Китай не был готов к войне с вьетским государством: внутренние неурядицы, напряженные отношения с тангутским государством Си Ся на северо-западе и с киданями на севере отвлекали силы империи.
После вступления на китайский престол Шэнь-цзуна сунский двор обратил более серьёзное внимание на южную опасность, исходящую от Дайвьета, который на юге уже показал свою мощь, разгромив в 1069 году Тямпу. В 1070 году император затребовал от Сяо Чжу подробных сведений о вьетском государстве. Сяо Чжу рапортовал, что «за 15 лет люди из Цзяо (Дайвьета) умножились в числе и обучились, если сейчас говорят, что их нет и 10 тысяч, то это неверно».
Формально-обрядовая сторона отношения, однако, продолжала оставаться прежней: Дайвьет платил номинальную «дань», Китай отвечал «подарками» и должностями и титулами вьетнамскому императору.

#### Южное направление
Летописи упоминают о принесении дани Тямпой в 1057, 1060, 1063, 1065 годах, однако, сложно сказать, были ли это просто посольства с дарами или же это было признанием вассалитета (пусть даже формального) Дайвьета над Тямпой. Ясно, что тямы вели независимую политику и стремились к реваншу за прошлую войну, поэтому Китай и намеревался выступить в союзе с Тямпой в 1060 году против вьетского государства. Напряженные отношения с Сунами заставлял вьетнамских правителей задуматься о южных границах, которые должны были быть обезопашены на случай крупномасштабной войны с Китаем.
Как обычно приготовление к походу против тямов начиналось с восстановления флота: в 1068 году корабли были отремонтированы. В начале 1069 года армия Дайвьета во главе с полководцем Ли Тхыонг Кьетом и насчитывавшая 50 тысяч человек и флот из 200 судов выступила в поход (император также находился при войске, в столице во главе государства были оставлены Ли Дао Хань и первая жена императора, мать наследника трона И Лан).
В устье реки Нятле Ли Тхыонг Киет разгромил тямский флот. Армия высадилась в Шри Баное (современный Тхинай), откуда скорым маршем двинулись к столице Тямпы, городу Виджайя, где с марша атаковала приготовившиеся чамские войска у реки Тымао, к югу от города. Армия Тямпы была разбита, чамский военачальник казнен, а король Рудраварман III с большой армией отступил на запад. Но вьетская армия во главе с Ли Тхыонг Кьетом дала ещё один бой, и Рудраварман III попал в плен. После праздника, устроенного в честь победы, Виджайя была сожжена, вьеты не планировали закрепляться на враждебных территориях. Согласно вьетнамским источником, Рудраварман III купил себе свободу, отдав ряд тямских территорий Дайвьету (земли на современных провинциях Куангбинь и Куангчи).

## Смерть
Ли Тхань-тонг умер в возрасте 49 лет, правил 18 лет. Похоронен в Тхоланге.

## Интересные факты
Ли Тхань-тонг интересовался музыкой, лично оркестровал тямскую музыку и приказал её исполнять при дворе.